# رود یازو

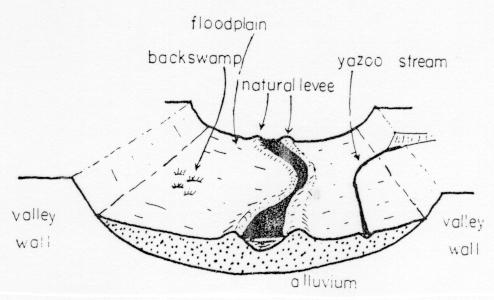
جریان یازو

در زمین‌شناسی و آب‌شناسی، رود یازو (که شاخه یازو نیز نامیده می‌شود ) به هر جریان ریزابه‌ای گفته می‌شود در داخل دشت سیلابی، مسافت قابل توجهی را به موازات یک رودخانه بزرگ‌تر طی کرده و در نهایت به آن می‌پیوندد. این  پدیده به ویژه زمانی مشخص می‌شود که چنین جریانی مجبور به جاری شدن در امتداد پایه‌ی خاکریز طبیعی رودخانه اصلی باشد.  نام این پدیده از یک قبیله بومی آمریکایی منقرض شده به نام سرخپوستان یازو، گرفته شده است. 

## مثال‌ها

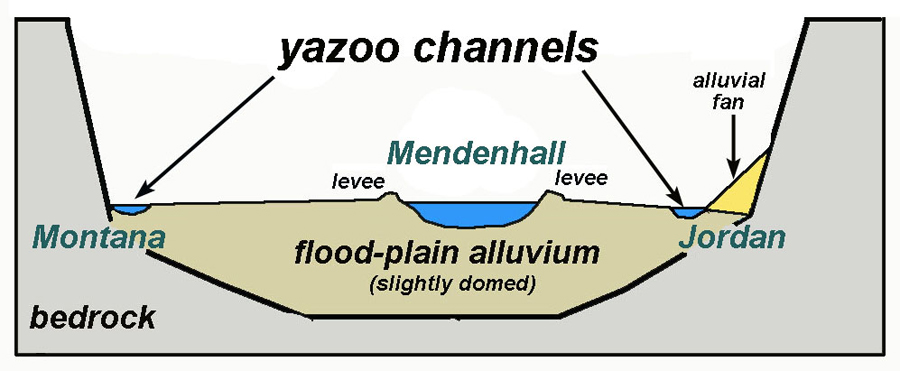
مونتانا و جردن کریک

### رودخانه یازو
رودخانه یازو به مدت ۲۸۰ کیلومتر (۱۷۰ مایل) به موازات رودخانه می‌سی‌سی‌پی، قبل از تلاقی با آن، جریان دارد. 
1. ↑  "Life Cycle". www.jsu.edu. Retrieved 2015-11-28.
2. ↑  "Channel Avulsion Archives and Morphological Readjustment near the Bhagirathi-Mayurakshi Confluence in the Lower". CiteSeerX 10.1.1.889.9498. {{cite journal}}: Cite journal requires |journal= (help)
3. ↑  Robert L Bates, Julia A Jackson, ed. Dictionary of Geological Terms: Third Edition, p. 568, American Geological Institute (1984).
4. ↑  "Definition of "yazoo" by Emily Hiestand: Home Ground". test.ourhomeground.com. Retrieved 2015-11-28.
5. ↑  "The City and Borough of Juneau". www.juneau.org. Retrieved 2015-11-28.
6. ↑  Yazoo River, The Columbia Encyclopedia, Sixth Edition 2006